# 八幡神社 (伊豆市小土肥)
八幡神社（はちまんじんじゃ）は、静岡県伊豆市小土肥（おどい）にある神社。

## 概要
伊豆市の土肥(とい)地区（旧土肥町）の北端、小土肥(おどい)地区の東方内陸、県道17号（沼津土肥線）沿いに鎮座している。
創建は不詳だが、式内社である青玉比売命神社（あおたまひめのみことじんじゃ）に比定され、『伊豆国神階帳』にも「従四位上 青玉姫の明神」と記されている古社である。
明治6年（1873年）に村社に列する。

## 祭神
- 応神天皇